# Wilkinson (motocicleta)
Wilkinson va ser una marca de motocicletes produïdes per la Wilkinson Sword, una fàbrica d'armes anglesa que subministrava sabres i baionetes a l'exèrcit britànic i que durant una curta temporada va intentar introduir-se dins el mercat de la motocicleta. Wilkinson va comercialitzar les seves motocicletes per mitjà de diverses empreses, inicialment per The Cadagan Garage & Motor Co. Ltd. de Chelsea, Londres (1904-1906) i després per la Wilkinson-T.M.C. Co. d'Oakley Works i The Ogston Motor Co. Ltd. d'Ogston Works a Acton, Londres (1909-1916). Les motocicletes Wilkinson es van produir durant una època (probablement del 1911 al 1913) amb el nom Ogston.
La producció de les Wilkinson no va ser mai de gran volum i es calcula que se'n van arribar a produir menys de 250 unitats en total.

## Història

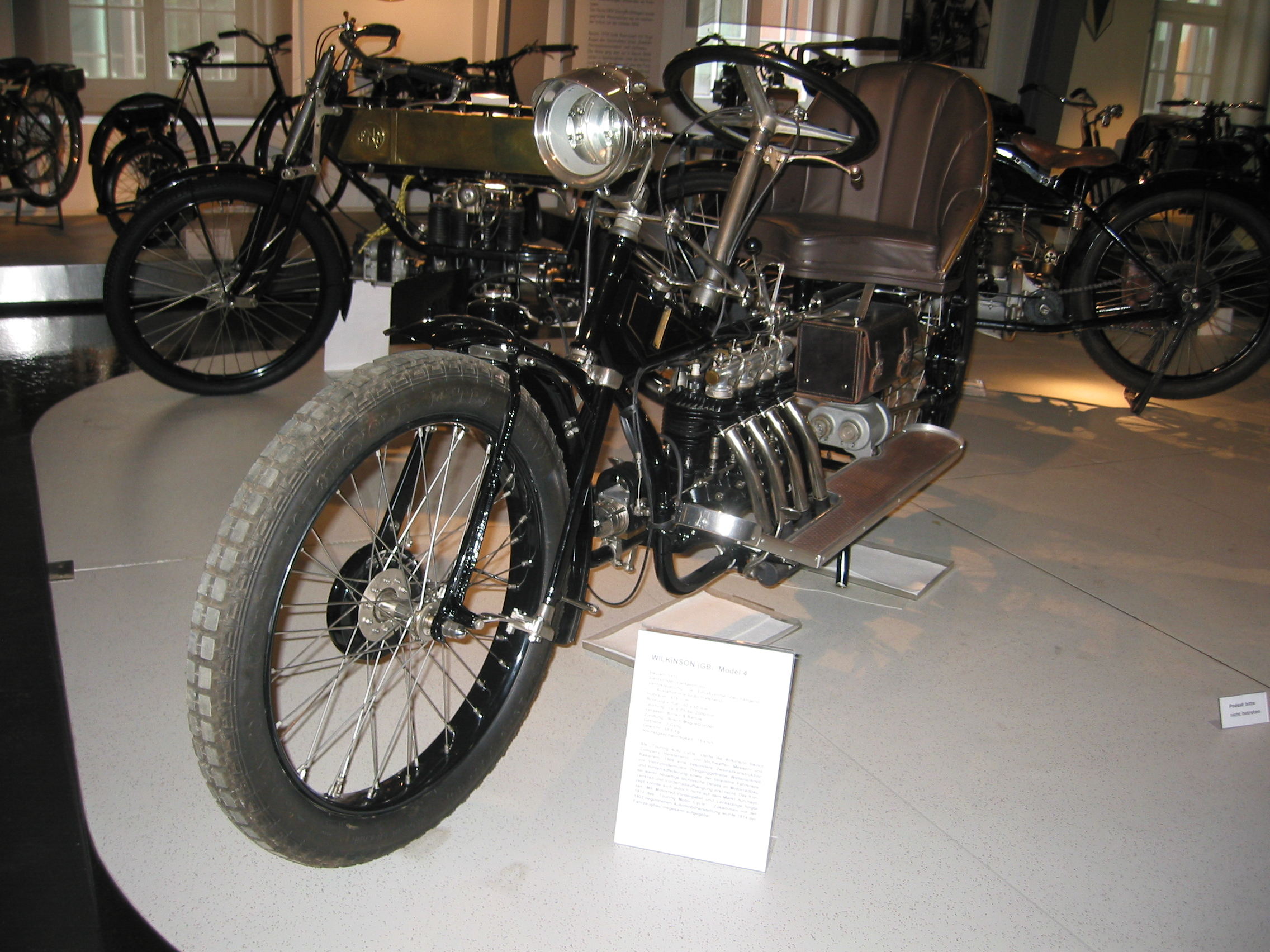
Una Wilkinson TAC de 1910

The Cadagan Garage & Motor Co. va comercialitzar les Wilkinson-Antoine des de 1904 fins a 1906. Varen ser les primeres motocicletes Wilkinson de totes les que es van fabricar amb aquesta marca. Les Wilkinson-Antoine duien motors monocilíndrics Antoine belgues de 2¼ i 2¾ CV.
El 1909, Wilkinson Sword va començar a produir una moto molt especial. En realitat, era un automòbil amb només dues rodes, amb volant i seient de luxe, amb un motor de quatre cilindres en línia refrigerat per aire de 676 cc. Aquest model es va anomenar TAC (Touring Auto Cycle). Amb el pas del temps, se li va incorporar un manillar normal, se'n va augmentar la cilindrada fins als 844 cc i el motor es va refrigerar per aigua. El nom també se li va canviar per TMC (Touring Motor Cycle).
Wilkinson Sword va deixar de fabricar aquesta moto el 1916 i es va tornar a centrar en les armes. Actualment, l'empresa és ben coneguda per les seves fulles d'afaitar.